# Pesca sportiva

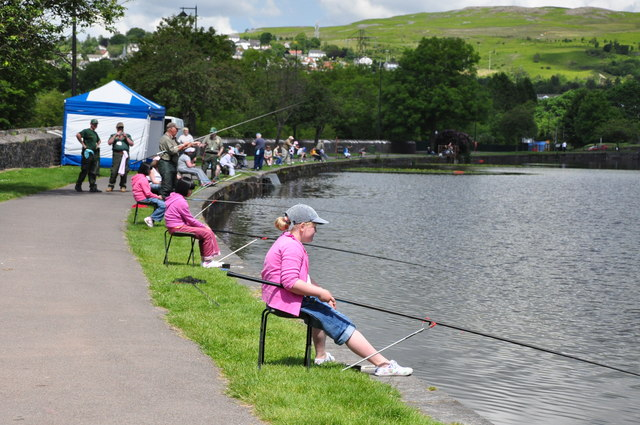
Scuola di pesca sportiva a Merthyr Tydfil, Galles

La pesca sportiva è uno sport che può essere praticato sia in corsi d'acqua dolce che in mare. È molto diffusa in diverse regioni italiane attraverso circoli di appassionati. Essa non è commerciale.

## Categorie di pescatori
La pesca sportiva si suddivide in:
- pesca di superficie
- pesca subacquea
- pesca dalla barca

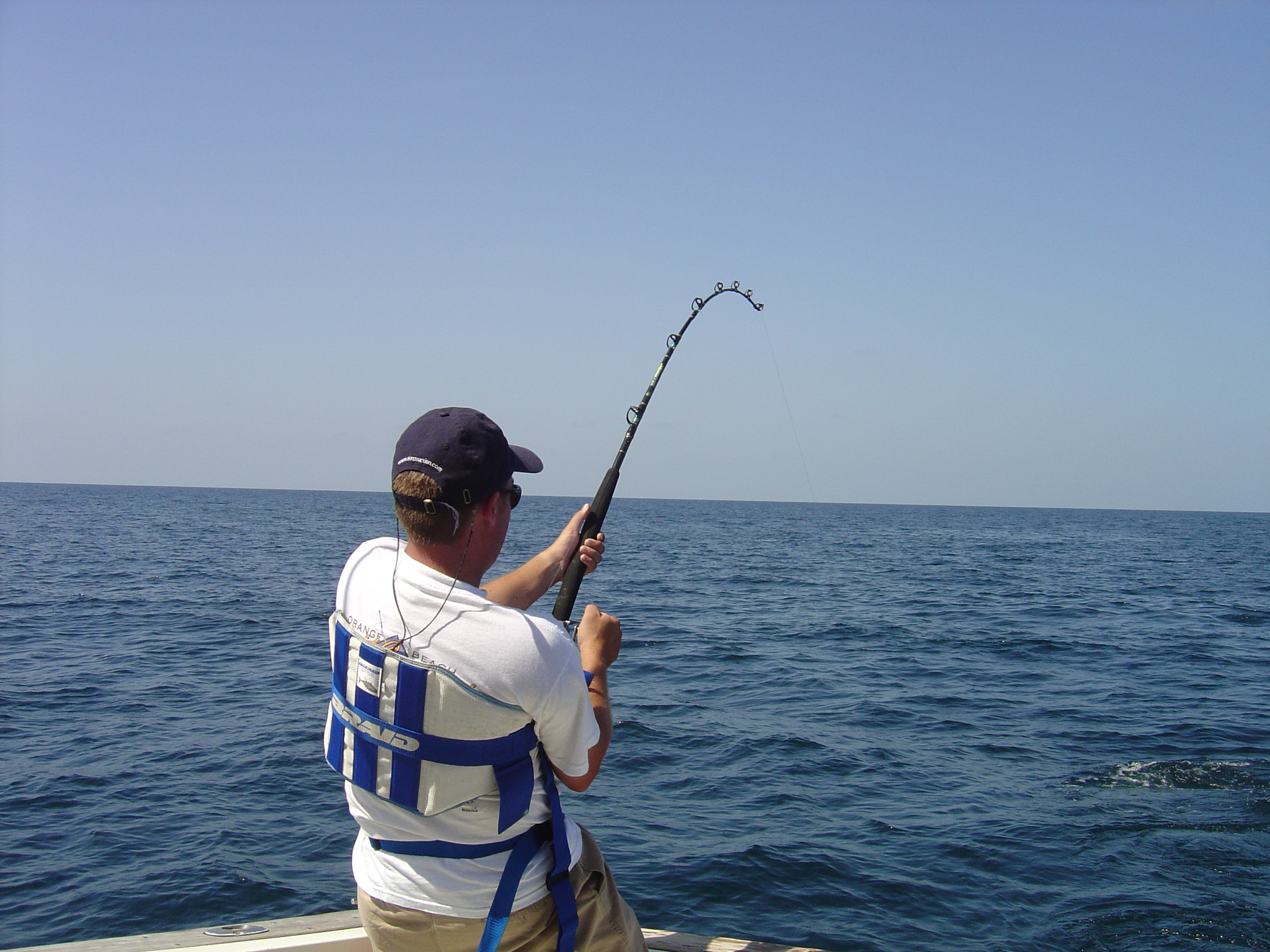
Un pescatore all'opera.

Tutte e tre le categorie sono accomunate nella stessa federazione sportiva, la FIPSAS (Federazione Italiana Pesca Sportiva e Attività Subacquee). 
L'etica della pesca sportiva pone colui che la pratica (pescasportivo) in condizioni di parità con la sua preda. Chi pratica la pesca sportiva nella sua autenticità non si pone come unico obiettivo di catturare pesce per nutrirsene, ma cerca la sfida nella cattura stessa; ne è la prova il recente diffondersi del No-kill cioè (pesca) senza uccisione e del Catch & Release ovvero cattura e liberamento.
Il "No-Kill" è una particolare regolamentazione adottata specialmente nelle acque cosiddette "a salmonidi" e che prevede che ogni pesce catturato venga rilasciato. Il "Catch & Release" è il complesso sempre in evoluzione di quegli accorgimenti che, se adottati dal pescatore di superficie, favoriscono la sopravvivenza del pesce catturato e rilasciato.
La continua evoluzione dei suddetti accorgimenti è dettata dalla volontà di garantire la sopravvivenza del pesce; attualmente tale garanzia manca in quanto una percentuale non bene identificata delle catture può riportare ferite tali da causarne la morte per via dell'impossibilità ad alimentarsi.
Per quanto riguarda la pesca subacquea essa pur non permettendo il "Catch & Release", offre la possibilità di evitare di catturare le prede che non hanno valore gastronomico o venatorio, e in ogni caso di selezionare preventivamente le prede di cui effettuare la cattura.
Il vero pescatore sportivo è rispettoso delle leggi che regolano la sua disciplina (misure minime, divieti di pesca, pesci in pericolo estinzione, etc.) e della natura stessa. Per molti pescatori sportivi, in effetti, gioca un ruolo fondamentale nella propria passione l'ambiente di pesca, a volte più della quantità di pescato.
Inoltre esistono degli accorgimenti nelle varie tecniche di pesca sportiva che permettono di selezionare in anticipo le prede da catturare evitando catture indiscriminate e prede sottomisura (ad esempio la misura degli ami, il tipo di esca... e nella pesca in apnea la possibilità di vedere la preda prima di scoccare il tiro per valutare la specie e le dimensioni). 
Comunque il pescatore sportivo, in quanto tale, non trae profitto economico dalla pesca e non cattura prede di cui poi non si ciba, integrandosi quindi nella catena alimentare che lega tutti gli esseri viventi.

### Tecniche di pesca
La pesca sportiva di superficie ha le sue discipline rappresentate dalle diverse tecniche di pesca. Le principali sono:
- cefalo al tocco
- Pesca al tocco alla trota
- con la mosca
  - attrezzature
  - tecniche di lancio
  - costruzione di mosche artificiali
  - pesca a mosca inglese
  - pesca a mosca valsesiana
- a spinning (o con esca artificiale)
- a fondo
- pesca a fondo in acqua dolce
- pesca a legering
- carpfishing
- trota lago
- col vivo
- morto manovrato (mort manié)
- surfcasting
- traina
- pesca al colpo all'interno della quale è opportuno fare le seguenti distinzioni:
  - pesca alla bolognese
  - pesca all'inglese
  - pesca alla roubaisienne
  - pesca con la canna fissa
  - pesca all'alborella
  - pesca alla casentinese
- pesca in mare con lenze leggere
  - tecniche
  - la pasturazione
  - pesca in porto
  - pesca in foce
  - pesca dalla spiaggia
  - pesca dalla scogliera
  - pesca da riva

Tra le tecniche utilizzate per la pesca subacquea citiamo:
- pesca in tana
- pesca all'agguato
  - agguato in acque basse
  - agguato profondo
- pesca all'aspetto
  - aspetto in acque basse
  - aspetto profondo
  - aspetto nel blu
- pesca in caduta
- pesca in parete

invece, tra le tecniche di pesca dalla barca ricordiamo:
- bolentino
- bolentino di profondità
- traina
- vertical jiging

## No-kill o Catch & Release
Il No-kill (o Catch and Release – letteralmente "Prendi e Rilascia") è una filosofia di pesca diffusasi da pochi anni che svincola definitivamente la pesca sportiva dalla sua anziana parente commerciale e "nutrizionale".
Diffusasi recentemente, è oggi applicata da un numero sempre crescente di pescasportivi e consiste nel rilasciare il pescato immediatamente dopo la cattura, procurandogli meno danni possibile.
La pratica del Catch and Release è particolarmente diffusa nelle tecniche di pesca a mosca, spinning e carp fishing, e adotta una serie di regole per recare il minor danno possibile al pesce catturato: utilizzare ami singoli senza ardiglione, bagnare le mani prima di toccare il pesce per liberarlo e maneggiare il pesce il meno possibile; l'ideale sarebbe liberarlo senza toglierlo dall'acqua e senza toccarlo, facendo leva unicamente sull'esca o sull'amo.
Questa filosofia sembra piacere anche ad alcune associazioni ambientaliste che, come ad esempio nel caso del fiume Nera, appoggiano o addirittura si fanno carico dell'istituzione di tratti di fiumi o torrenti riservati al No-kill, per pescare nei quali è spesso necessario pagare una quota, a volte anche rilevante, per ottenere un permesso oltre l'ordinaria licenza di pesca.
Altre associazioni animaliste considerano il "No-kill" come una pratica inutile e sadica che, anche se quasi mai porta alla morte immediata dell'animale, gli infligge comunque inutili sofferenze solo per appagare il protagonismo del pescatore. Secondo questa corrente di pensiero la pesca, a prescindere da come venga praticata, non è uno sport, ma solo violenza ed il No-Kill sarebbe una tortura poco accettabile sotto tutti gli aspetti.